# Federación Portuguesa de Fútbol
La Federación Portuguesa de Fútbol (FPF) (portugués: Federação Portuguesa de Futebol) es el organismo rector del fútbol en Portugal, con sede en Oeiras, Lisboa. Organiza la Primera División de Portugal y la selección de fútbol de Portugal. 
Fue fundada en 1914 por las tres asociaciones regionales existentes entonces (Lisboa, Portalegre y Porto) y está afiliada a la FIFA desde 1923. En 1954 fue una de las asociaciones fundadoras de la UEFA. La Unión de Fútbol de Portugal fue la predecesora de la actual Federación Portuguesa de Fútbol, que obtuvo este nombre en el Congreso Extraordinario del 28 de mayo de 1926.
En los primeros años de su existencia, la UPF se limitaba a organizar algunas reuniones entre los equipos de Lisboa y Oporto, y presentó la candidatura de Portugal a la inclusión dentro de la FIFA que se acordó en el XII Congreso de la FIFA, organizada en Ginebra en mayo de 1923, y por la que Portugal se convirtió en miembro de ese cuerpo.

## Organización
La FPF está integra por 22 federaciones territoriales, que rigen el fútbol en los respectivos distritos de Portugal. Aunque los tres distritos de las Azores y el Madeira (Funchal) se suprimieron en 1976, las respectivas federaciones siguen existiendo.
1. Associação de Futebol do Algarve (distrito de Faro)
2. Associação de Futebol de Angra do Heroísmo (antiguo distrito de Angra do Heroísmo, Azores)
3. Associação de Futebol de Aveiro (distrito de Aveiro)
4. Associação de Futebol de Beja (distrito de Beja)
5. Associação de Futebol de Braga (distrito de Braga)
6. Associação de Futebol de Bragança (distrito de Braganza)
7. Associação de Futebol de Castelo Branco (distrito de Castelo Branco)
8. Associação de Futebol de Coimbra (distrito de Coímbra)
9. Associação de Futebol de Évora (distrito de Évora)
10. Associação de Futebol da Guarda (distrito de Guarda)
11. Associação de Futebol da Horta (antiguo distrito de Horta, Azores)
12. Associação de Futebol de Leiria (distrito de Leiría)
13. Associação de Futebol de Lisboa (distrito de Lisboa)
14. Associação de Futebol da Madeira (antiguo distrito de Funchal, Madeira)
15. Associação de Futebol de Ponta Delgada (antiguo distrito de Ponta Delgada, Azores)
16. Associação de Futebol de Portalegre (distrito de Portalegre)
17. Associação de Futebol do Porto (distrito de Oporto)
18. Associação de Futebol de Santarém (distrito de Santarém)
19. Associação de Futebol de Setúbal (distrito de Setúbal)
20. Associação de Futebol de Viana do Castelo (distrito de Viana do Castelo)
21. Associação de Futebol de Vila Real (distrito de Vila Real)
22. Associação de Futebol de Viseu (distrito de Viseo)

## Presidentes de la FPF
1914 - 1922 - Dr. Sá e Oliveira

1922 - 1925 - Luís Peixoto Guimarães

1925 - 1927 - Dr. Franklin Nunes

1927 - 1928 - Major João Luís de Moura

1929 - 1929 - Luís Plácido de Sousa

1930 - 1931 - Dr. Salazar Carreira

1931 - 1932 - Abílio Lagoas

1934 - 1934 - Raúl Vieira

1934 - 1942 - Prof. Cruz Filipe

1943 - 1944 - Prof. Dr. Pires de Lima

1944 - 1946 - Juiz Bento Coelho da Rocha

1946 - 1951 - Prof. Eng. André Navarro

1951 - 1954 - Cap. Maia Lourenço

1954 - 1957 - Ten. Cor. Ângelo Ferrari

1957 - 1960 - Cap. Maia Lourenço

1960 - 1960 - Dr. Paulo Sarmento

1960 - 1963 - Francisco Mega

1963 - 1967 - Justino Pinheiro Machado

1967 - 1969 - Dr. Cazal Ribeiro

1970 - 1971 - Dr. Matos Correia

1971 - 1972 - Dr. Jorge Saraiva

1972 - 1974 - Dr. Martins Canaverde

1974 - 1976 - Dr. Jorge Fagundes

1976 - 1976 - António Ribeiro Magalhães

1976 - 1979 - Dr. António Marques

1979 - 1980 - Dr. Morais Leitão

1980 - 1981 - António Ribeiro Magalhães

1981 - 1983 - Romão Martins

1983 - 1989 - Dr. Silva Resende

1989 - 1992 - Dr. João Rodrigues

1992 - 1993 - A. Lopes da Silva

1993 - 1996 - Eng. Vítor Vasques

1996 - 2011 - Dr. Gilberto Madail

2011 - 2025 - Fernando Soares Gomes da Silva

## Palmarés

### Selecciones masculinas

#### Absoluta
| Competición                 | Campeón         | Subcampeón | Tercer puesto         |
| --------------------------- | --------------- | ---------- | --------------------- |
| Copa Mundial de Fútbol      | -               | -          | 1 (1966)              |
| Eurocopa                    | 1 (2016)        | 1 (2004)   | 3 (1984, 2000 y 2012) |
| Liga de Naciones de la UEFA | 2 (2019 y 2025) | -          | -                     |
| Copa FIFA Confederaciones   | -               | -          | 1 (2017)              |

#### Sub-21
| Competición     | Campeón | Subcampeón            | Tercer puesto |
| --------------- | ------- | --------------------- | ------------- |
| Eurocopa Sub-21 | -       | 3 (1994, 2015 y 2021) | 1 (2004)      |

#### Sub-20
| Competición                   | Campeón                     | Subcampeón                                                | Tercer puesto         |
| ----------------------------- | --------------------------- | --------------------------------------------------------- | --------------------- |
| Copa Mundial de Fútbol Sub-20 | 2 (1989 y 1991)             | 1 (2011)                                                  | 1 (1995)              |
| Eurocopa Sub-19               | 4 (1961, 1994, 1999 y 2018) | 9 (1971, 1988, 1990, 1992, 1997, 2003, 2014, 2017 y 2019) | 3 (1960, 1964 y 1968) |

#### Sub-17
| Competición                   | Campeón                                 | Subcampeón | Tercer puesto   |
| ----------------------------- | --------------------------------------- | ---------- | --------------- |
| Copa Mundial de Fútbol Sub-17 | -                                       | -          | 1 (1989)        |
| Eurocopa Sub-17               | 6 (1989, 1995, 1996, 2000, 2003 y 2016) | 1 (1988)   | 2 (2004 y 2014) |

#### Fútbol sala
| Competición                 | Campeón         | Subcampeón | Tercer puesto |
| --------------------------- | --------------- | ---------- | ------------- |
| Copa Mundial de fútbol sala | 1 (2021)        | -          | 1 (2000)      |
| Eurocopa de fútbol sala     | 2 (2018 y 2022) | 1 (2010)   | -             |

#### Fútbol playa
| Competición                  | Campeón                                             | Subcampeón                                                | Tercer puesto                           |
| ---------------------------- | --------------------------------------------------- | --------------------------------------------------------- | --------------------------------------- |
| Copa Mundial de fútbol playa | 2 (2015 y 2019)                                     | 1 (2005)                                                  | 3 (2008, 2009 y 2011)                   |
| Euro Beach Soccer League     | 8 (2002, 2007, 2008, 2010, 2015, 2019, 2020 y 2021) | 9 (2000, 2001, 2004, 2005, 2006, 2009, 2013, 2016 y 2017) | 6 (1998, 1999, 2003, 2011, 2014 y 2018) |